# 蕭僅
萧仅（982年—1029年），辽朝官员。
高祖父萧撒剌，官至左丞相、守太傅。曾祖父萧迷骨里，祖父萧讫列，娶义平公主，加检校司徒。父亲萧罕，赠侍中。母亲是秦王韩匡嗣之女，也是齐天皇后蕭菩薩哥、耿延毅的姨母。萧仅有兄长一人，精通书史。弟弟三人，习武。统和二十八年（1010年），高丽康肇杀高丽穆宗，辽圣宗亲征高丽，萧仅随军立功，因功为率武率，护卫东宫。转任东京胜州节度使、贵德州节度使。在任奉公，太平九年（1029年）六月，在永安山北行长去世，时年四十八岁。他娶耶律留守的女儿，生二子，夭折。又娶同舍耶律氏，生五子。长子徒骨底，奉命讨伐女真。次子提列戛，官至东头供奉。三子胡都古，四子阿里斯里，五子洪霸，六子徒骨思，七子桃素里。